# Cultiu d'acompanyament

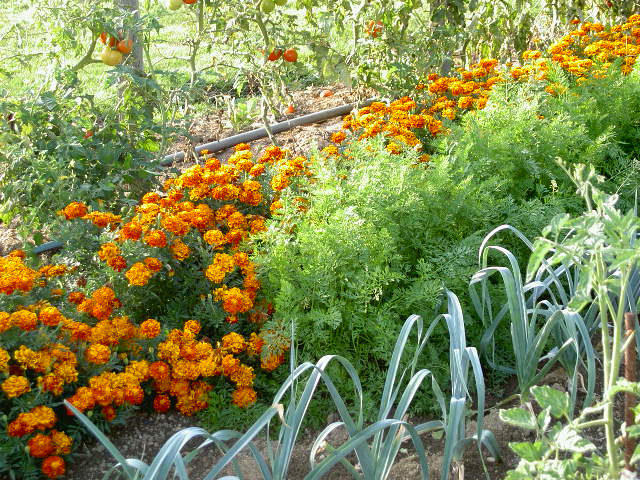
Exemple de cultiu d'acompanyament on els clavells de moro (Tagetes) protegeixen les tomaqueres dels àtacs de paràsits.

El cultiu amb acompanyament  (en anglès companion planting) és una tècnica d'horticultura que consisteix a plantar ben a prop diferents cultius. Es basa en la teoria que els cultius així s'ajudaran, els uns amb els altres, en l'obtenció dels nutrients, el control de les plagues i de les males herbes, la pol·linització i altres factors ecosistèmics que són necessaris per incrementar la productivitat de les collites. Algunes d'aquestes interaccions que es produeixen en el conreu associat formen part del fenomen de l'al·lelopatia. El cultiu associat és una forma de policultiu. És una opció en diversos tipus d'agricultura incloent l'agricultura tradicional, alguns tipus d'agricultura ecològica, l'agricultura biointensiva, l'agricultura natural i l'horticultura intensiva francesa.
D'altra banda en un hort no s'han de conrear, ben al costat, plantes del mateix gènere (com la patatera i l'albergínia per exemple, ambdues solanàcies) que es faran la competència per cercar els mateixos elements del sòl i són un objectiu fàcil per les malalties fúngiques i els depredadors.
El cultiu hortícola associat es practicava principalment abans de la invenció dels plaguicides químics però actualment s'està tornant a implantar, especialment en les agricultures alternatives a l'agricultura anomenada convencional.

## Història
El conreu associat té una llarga història i molts dels principis moderns que s'usen en l'associació de cultius ja estaven presents des de fa segles, per exemple en els jardins d'estil cottage d'Anglaterra i en els conreus associats tradicionals d'Àfrica, Àsia i Amèrica.
A la Xina es fa servir, des de com a mínim 1000 anys, l'associació de l'arròs amb les plantes del gènere Azolla aquestes plantes tenen cianobacteris que fixen el nitrogen atmosfèric i el deixen disponible per les plantes d'arròs, també fan ombra que evita que creixin males herbes en els arrossars sense fer, però, competència amb les plantes d'arròs, ja que aquestes es plantaven quan eren prou altes per ultrapassar la capa vegetal que fan les Azolla.
Els pobles indígenes d'Amèrica practicaven tradicionalment l'associació coneguda com "les tres germanes" (milpa) que consistia a plantar junts dacsa, fesols i carbasses, les mongetes s'enfilaven per la dacsa, alhora que fixen nitrogen, i les fulles de la carbassa cobrien el terra i impedien en gran part l'aparició de males herbes.

## Funcionament
Certes plantes són consumides pels paràsits i aquests les enverinen. D'altres com les plantes aromàtiques difonen olors que emmascaren les olors de les plantes que són el cultiu principal i fan que els paràsits no les trobin. Altres com la planta de la mostassa o la caputxina són menjades pels insectes i els allunyen de les plantes cultivades principals. Són un tipus de planta trampa o esquer.
Les espècies de la família Allium (all, cibulet, escalunya, ceba, porro, etc.) tenen propietats repulsives molt eficaces contra els insectes.
- El porro i la ceba associats amb la pastanaga eviten que a aquesta darrera l'ataquin insectes i al seu torn la pastanaga evita que el lepidòpter de la tinya ataqui el porro.[3]

La ceba protegeix contra malalties criptogàmiques com el míldiu o cendrosa.
En canvi, de manera general, les al·liàcies i fabàcies no fan una bona associació (per exemple cal no associar cebes i fesols).
- El cibulet allunya els insectes que s'enfilen als arbres fruiters, els protegeix de diverses malalties criptogàmiques i concretament dels xancres.

- L'all o la ceba plantats al peu dels presseguers els protegeix contra el garrofat del presseguer.

- L'anet, el fonoll, l'asclèpia, les espècies de Tanacetum allunyen els pugons, les aranyes roges i la tinya del porro. La ruda repel·leix els pugons.[4]

- Els raves allunyen els insectes de la vinya.

- Les plantes del gènere Artemísia són un repulsives i allunyen els ratolins, a altres rosegadors, els cargols i els llimacs.

- Les mentes i els espígols són excel·lents repulsius de les formigues i els seus pugons. La menta atrau dípters beneficiosos. La mentha x piperita és la millor varietat de menta per aquesta finalitat, gràcies a la seva forta olor.

- El cerfull allunya els llimacs (aquesta acció també la fa la borratja).

- El saüc i l'eufòrbia allunyen els talpons.

- L'alfàbrega protegeix contra l'aparició del míldiu del cogombre i atrau els pol·linitzadors.

- L'olor de la tomaquera repel·leix la papallona de la col

### Acció insecticida o inhibidora
- El Solanum nigrum, el ricí i Datura stramonium atrauen els escarabats de la patata i els enverinen.
- Certs crisantems contenen piretrina natural, la qual és un potentinsecticida.
- Les arrels del clavell de moro i de la calèndula eliminen els nematodes, mentre que les del donzell inhibeixen el creixement de les adventícies.
- Patateres i tomaqueres plantades molt denses suprimeixen plantes del gènere Convolvulus.
- L'hemípter Coreus marginatus pot atacar les cucurbitàcies a les quals es pot protegit plantant a prop d'aquestes plantes repulsives com la menta, Nepeta cataria, Nasturtium o Tagetes (T. patula i T. erecta).

## Exemples d'associacions de plantes
Els creixens atrauen les erugues i, per tant, es poden plantar al voltant d'enciams i cols per a protegir-les a que els lepidòpters tendeixen a preferir els creixens per pondre els ous.
Els clavells de moros ajuden en els conreus afectats per àfids i mosques blanques entre d'altres, ja que la seva olor repel·leix els insectes i atrau els depredadors dels àfids.
Aquesta taula mostra les associacions més conegudes:
|           | Associació favorable                                                                   | Associació desfavorable                             |
| --------- | -------------------------------------------------------------------------------------- | --------------------------------------------------- |
| all       | pastanaga, cogombre, ceba, maduixera, porro, tomaquera                                 | fesol, alfals, pèsol                                |
| remolatxa | anet, ceba                                                                             | espinac, porro                                      |
| pastanaga | all, ceba, tomaquera, boixac, clavell del Japó, anet, enciam                           | menta                                               |
| cogombre  | anet, enciam, alfàbrega, espinac, ceba                                                 | patatera, carbassó                                  |
| espinac   | maduixera, rave, enciam, tomaquera                                                     | remolatxa                                           |
| fonoll    |                                                                                        | absenta, coriandre, col, fesol, tomaquera           |
| maduixera | cerfull, mostassa, porro, cibulet, all, ceba                                           |                                                     |
| fesol     | remolatxa, cogombre, espinac                                                           | All, cibulet, ceba, porro                           |
| ceba      | pastanaga, cerfull, anet, All, cogombre, enciam, tomaquera                             | fesol, alfals, porro, pèsol                         |
| porro     | pastanaga, maduixera, tomaquera, espinac                                               | remolatxa, fesol, alfals, pèsol                     |
| rave      | pastanaga, maduixera, enciam, tomaquera, creixen, fesol                                | hisop, vinya                                        |
| enciam    | cerfull, rave, col, rave, anet, fesol, remolatxa, cogombre, boixac, espinac, tomaquera | Creixen, julivert, api                              |
| tomaquera | pastanaga, espinac, ceba, julivert, porro, enciam, col, alfàbrega                      | anet, remolatxa, dacsa, mostassa, agrella, patatera |
| pebrotera | pastanaga, tomaquera, col, Tagetes                                                     | remolatxa, col, mostassa                            |
| alfàbrega | cogombre, carbassó, tomaquera, fonoll                                                  | ruda                                                |